# 倭马亚王朝在印度的战役
倭马亚王朝在印度的战役是指公元8世纪上半叶，奧瑪亞哈里發國的军队与印度河以东的國家在印度次大陸发生的一系列战斗。奧瑪亞哈里發國被印度河以東的國家多次擊敗，最終阿拉伯人仍然無法征服印度。 